# ذبابية الفاكهة
فصيلة تيفرايتيدي أو الخَرَشِيَّات أو الخَرَشِيَّة (الإسم العلمي:Tephritidae)، هي إحدى فصائل الحشرات من رتبة ذوات الجناحين، تحتوي على 5 فُصيّلات.

## الفُصيّلات
- Blepharoneurinae (5 جنس, 34 نوع)
- Dacinae (41 جنس, 1066 نوع)
- Phytalmiinae (95 جنس, 331 نوع)
- Tachiniscinae (8 جنس, 18 نوع)
- Tephritinae (211 جنس, 1859 نوع)
- Trypetinae (118 جنس, 1012 نوع)